# Marcello Gandini Design
Marcello Gandini Design Srl ist ein italienisches Designstudio, das sich in erster Linie mit der Gestaltung von Automobilen befasst. Das Unternehmen wurde von dem Turiner Automobildesigner Marcello Gandini gegründet, der zuvor Chefdesigner bei Bertone gewesen war. Marcello Gandini Design ist Dienstleister für zahlreiche italienische und französische Automobilhersteller.

## Unternehmensgeschichte

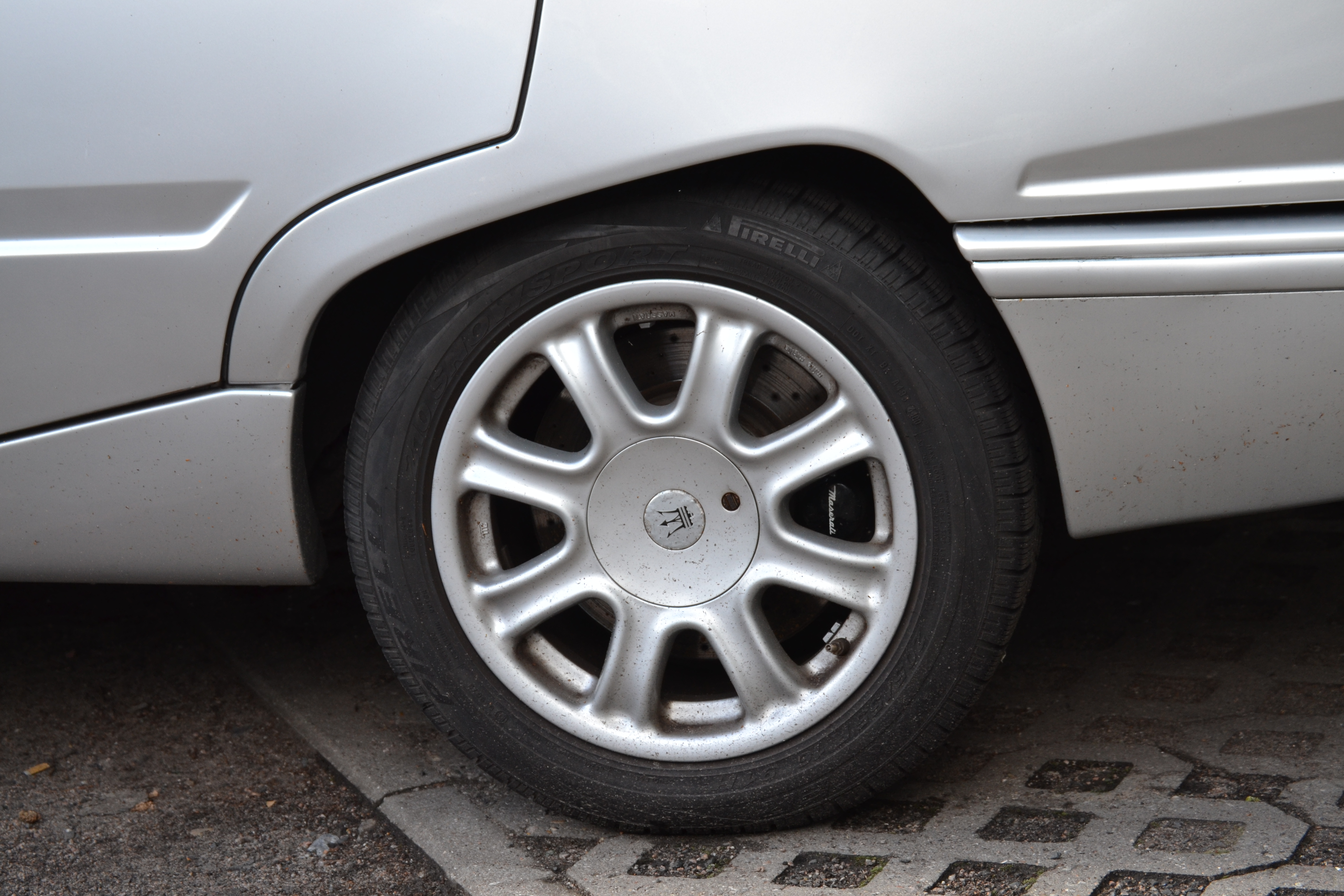
Erkennungszeichen später Gandini-Entwürfe: angeschnittene hintere Radläufe (hier Maserati Quattroporte IV)

Der 1938 in Turin geborene Designer Marcello Gandini arbeitete seit 1965 für die Carrozzeria Bertone, bei der er den bisherigen Chefdesigner Giorgetto Giugiaro ablöste. Bis 1980 gestaltete er für Bertone sowohl Hochleistungssportwagen wie den Lamborghini Miura und dessen Nachfolger Countach als auch Serienfahrzeuge wie den Alfa Romeo Montreal, den Fiat 132 oder die erste Serie der BMW-5er-Reihe.
1980 machte sich Gandini mit einem eigenen Designstudio in der Nähe von Turin selbständig. Sitz des Unternehmens wurde ein ehemaliges Nebengebäude der Abtei Sant’Antonio di Ranverso. Marcello Gandini beschränkte sich auf reine Designdienstleistungen; anders als viele seiner Konkurrenten baute sein Unternehmen nicht auch die dazugehörigen Prototypen auf.
In den ersten Jahren war das Unternehmen noch eng mit Bertone verbunden; Gandini erledigte in Bertones Auftrag Detailarbeiten für laufende Projekte. Dazu gehörte zunächst die Karosserie des 1982 vorgestellten Citroën BX, die eine Weiterentwicklung des 1977 von Gandini gestalteten Reliant FW11 war. Das erste komplett eigene Projekt Gandinis war die Überarbeitung des Renault 5, der in Frankreich teilweise mit dem Zusatz Supercinq vermarktet wurde. Ab 1985 ergab sich eine Verbindung zu dem von Alejandro de Tomaso geleiteten Sportwagenhersteller Maserati, für den Gandini zunächst Pierangelo Andreanis Entwurf des zweitürigen Biturbo überarbeitete. Der von Gandini modifizierte Biturbo wurde ab 1988 als Maserati 222 und 222 E verkauft. Darauf aufbauend, entwickelte Gandini Ende der 1980er-Jahre einige weitere Modelle der Biturbo-Familie wie die Sportwagen Shamal und Ghibli. Der letzte von Gandini gestaltete Maserati war der Quattroporte IV mit Biturbo-Technik. Neben seiner Arbeit für Maserati gestaltete Gandini 1988 den Sechzehnzylindersportwagen Cizeta V16T und den Countach-Nachfolger Lamborghini Diablo, bei dem er den Cizeta-Entwurf nur leicht abwandelte. In den 1990er-Jahren entwickelte Gandini den De Tomaso Bigua, aus dem später der Qvale Mangusta wurde, sowie ein Konzeptfahrzeug mit der Bezeichnung Stola.
Ein Erkennungsmerkmal der von Gandini entworfenen Autos waren seit den späten 1980er-Jahren angeschnittene hintere Radläufe.
Im 21. Jahrhundert beschäftigte sich Marcello Gandini Design nicht nur mit Fahrzeugdesign, sondern auch mit Architektur, Nachtclub-Interieurs und Helikoptern; so entwarf das Unternehmen unter anderem die Kanzel für den Heli-Sport CH-7.

## Galerie

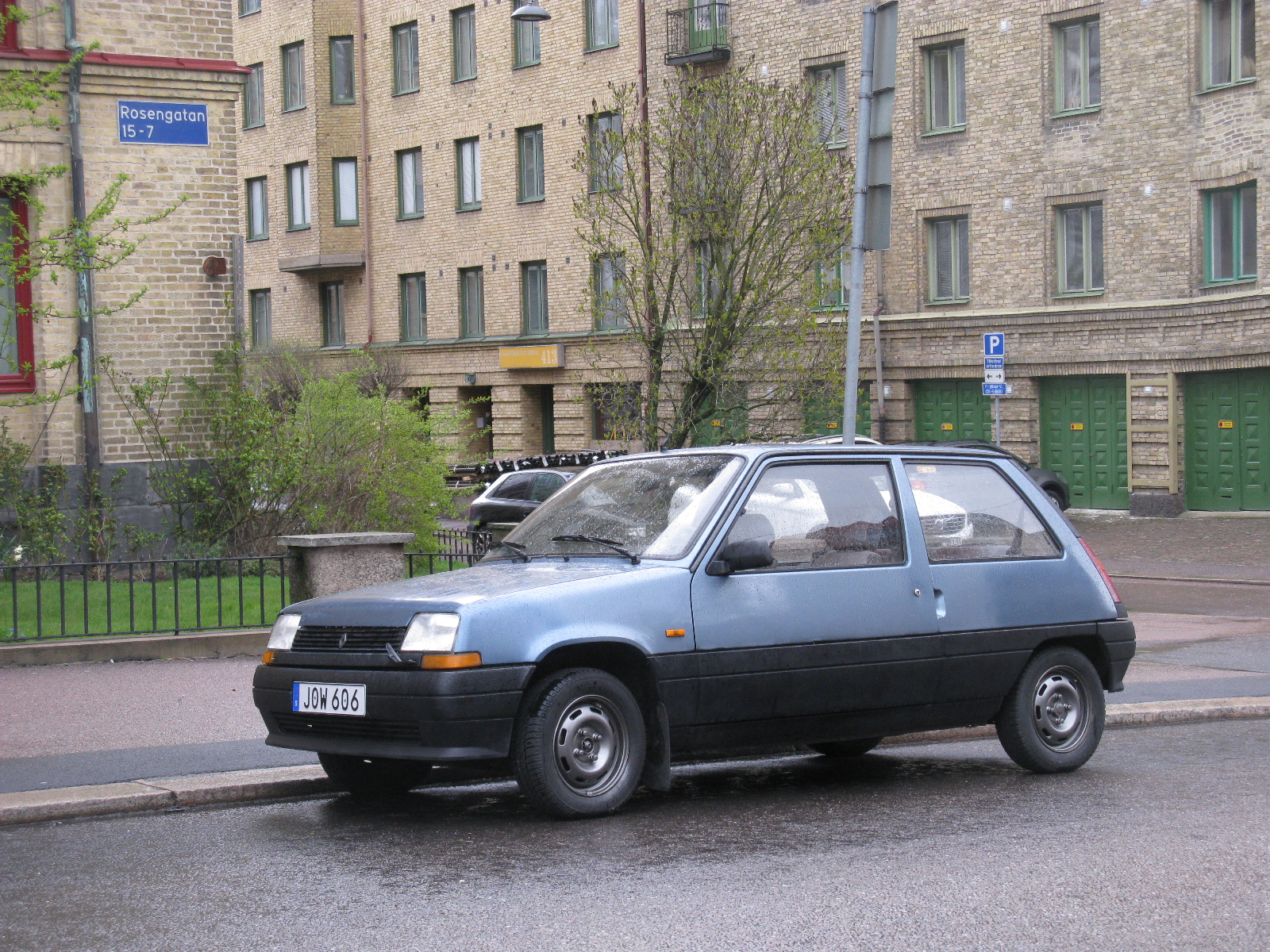
Renault 5 „Supercinq“
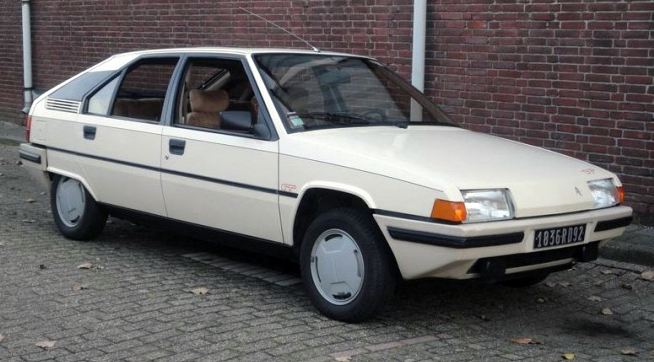
Citroën BX
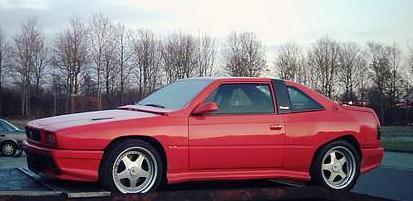
Maserati Shamal
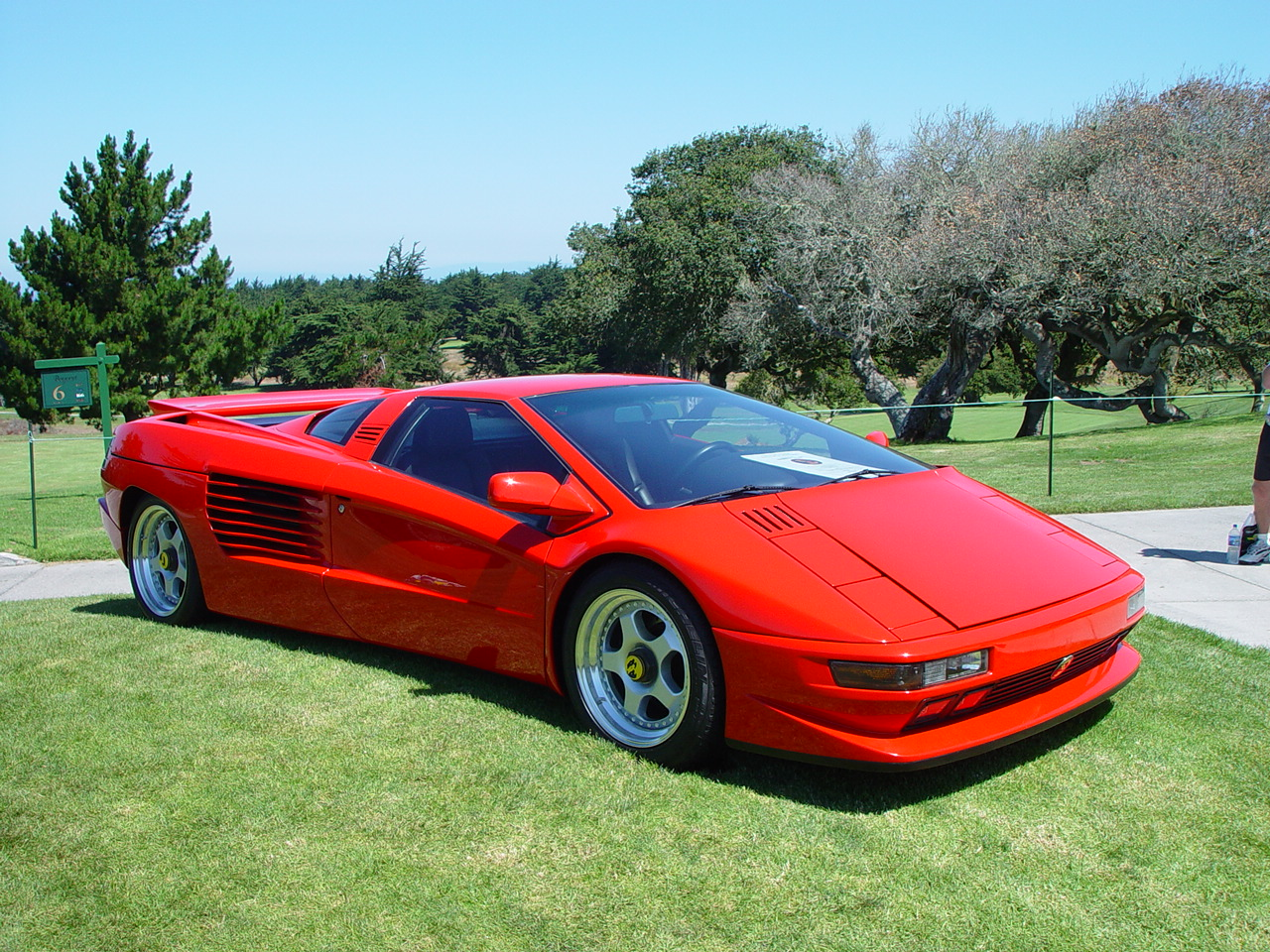
Cizeta V16T
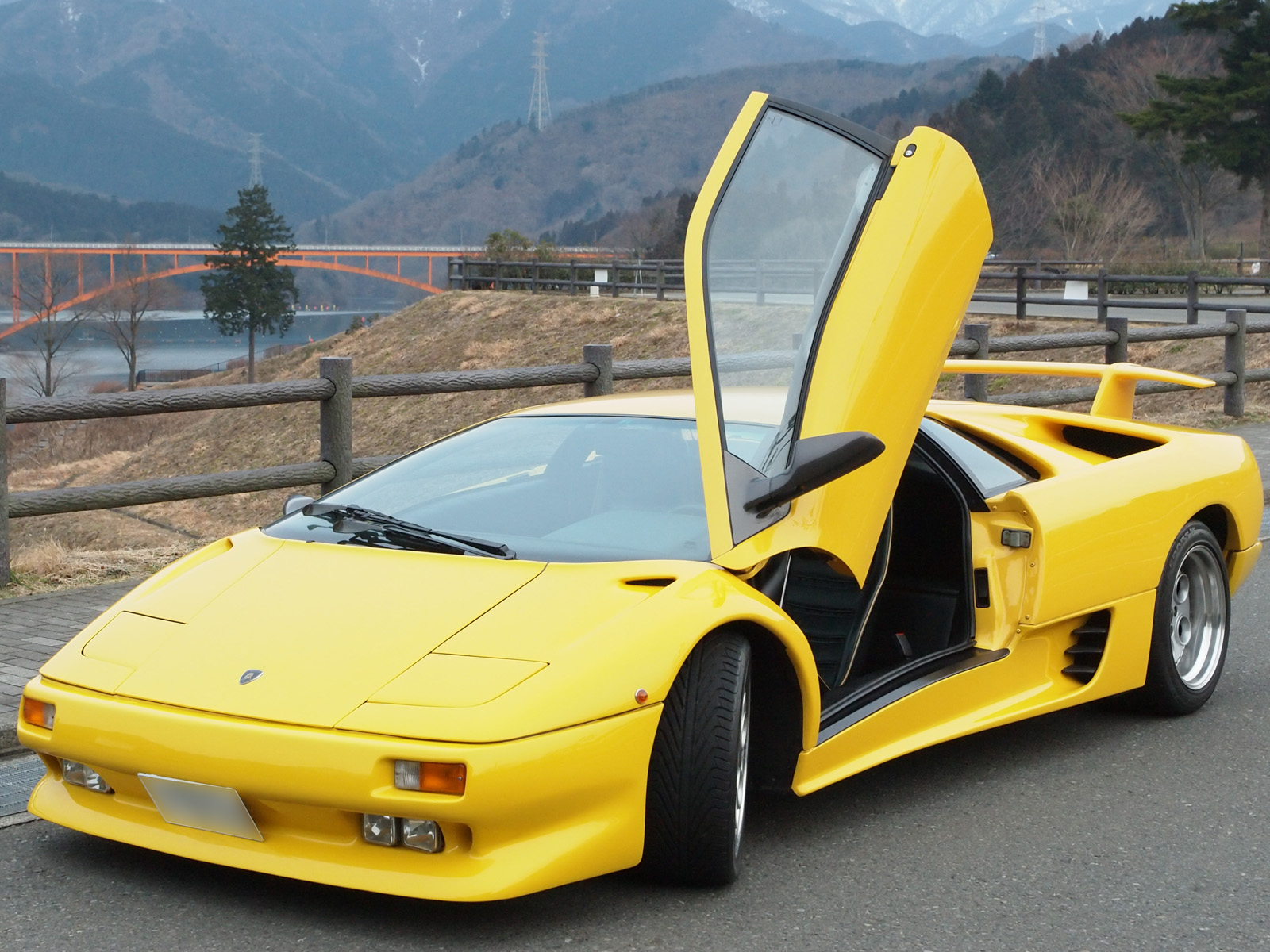
Lamborghini Diablo
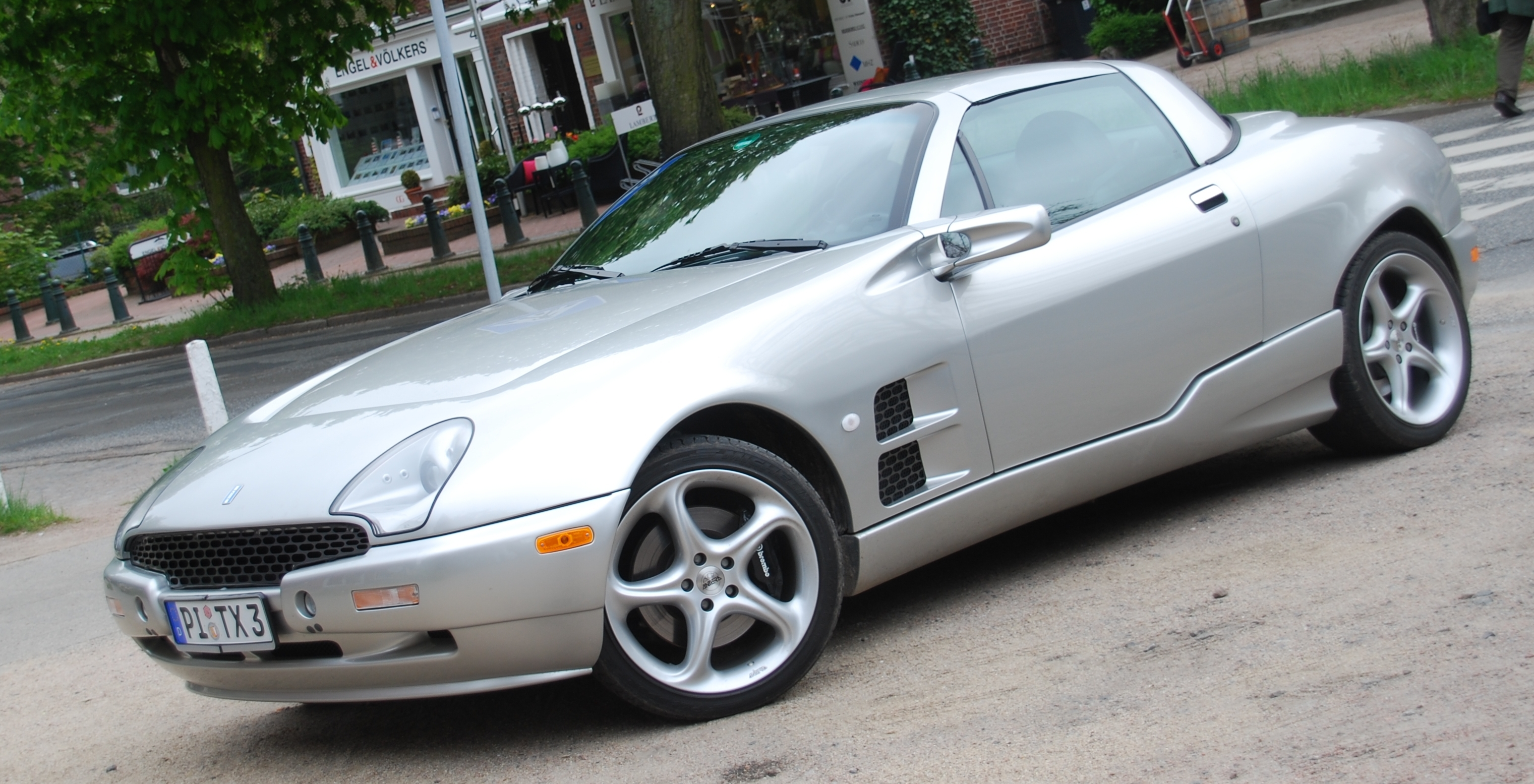
Qvale Mangusta
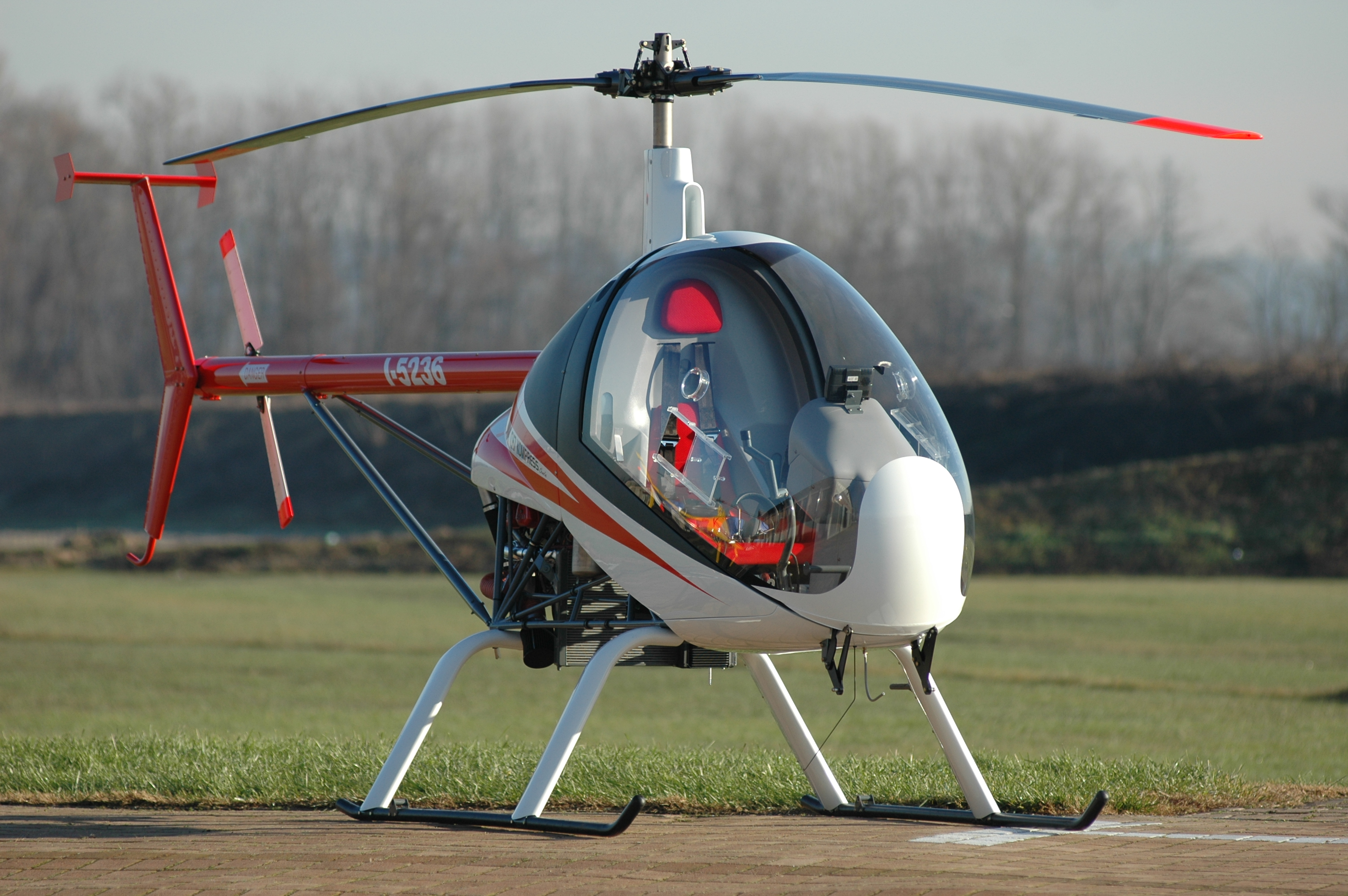
Heli-Sport CH-7